# Lúcio Élio
Lúcio Élio (em latim: Lucius Ceionius Commodus e, posteriormente, Lucius Aelius Caesar) era o filho adotivo e herdeiro do imperador romano Adriano, mas jamais chegou a assumir o trono. Ele é frequentemente chamado, incorretamente, de Lúcio Élio Vero, mas este nome não é citado em lugar algum exceto na História Augusta e provavelmente decorre de um erro no manuscrito.

## História
Lúcio era da gens Ceiônia. Seu pai, Lúcio Ceiônio Cômodo (o autor da "História Augusta" adiciona ainda o cognome Vero) foi cônsul em 106 e seu avô paterno, também chamado Lúcio Ceiônio Cômodo, foi também em 78. Seus ancestrais paternos eram da Etrúria e tinham status consular. Sua mãe era uma romana chamada Élia ou Fundânia Pláucia. A História Augusta afirma que o pai dela era cônsul e a família também tinha status consular.
Élio foi adotado quando Adriano já estava velho e doente, em 136, e nomeado seu sucessor ao trono, mesmo sem ter nenhuma experiência militar. Ele era bem relacionado e já havia servido como senador, mas não estava bem de saúde. Ele vivia de forma luxuosa e levava uma vida extravagante. Diz-se que seus livros de cabeceira eram as poesias eróticas de Ovídio e "um livro sobre Apício" (provavelmente "Sobre a Luxúria de Apício" de Apião) e que ele teria inventado pessoalmente o extravagante prato chamado tetrapharmacum.
O próprio Élio jamais seria imperador, morrendo pouco antes de Adriano. Depois da morte dele, Adriano adotou Antonino Pio com a condição de que este adotasse na sequência o jovem Lúcio Ceiônio Cômodo, filho de Lúcio Élio, e também seu sobrinho-neto Marco Aurélio. Os dois foram posteriormente co-imperadores até a morte de Lúcio Vero em 169.

## Família
Antes de 130 Lúcio Élio se casou com Avídia Pláucia, filha do senador Caio Avídio Nigrino. Os dois tiveram dois filhos e duas filhas:
- Lúcio Ceiônio Cômodo, mais conhecido como Lúcio Vero depois de ser adotado pelo imperador Antonino Pio. Ele e Marco Aurélio reinaram como co-imperadores entre 161 e 169. Lúcio Vero se casou com Lucila, a segunda filha de Marco Aurélio e Faustina;
- Caio Avídio Ceiônio Cômodo, conhecido somente através de uma inscrição encontrada em Roma;
- Ceiônia Fábia, que em 136 foi prometida em casamento a Marco Aurélio. Porém, dois anos depois Marco Aurélio foi adotado pelo imperador Antonino Pio e desfez o noivado para poder se casar com a filha de Antonino, Faustina;
- Ceiônia Pláucia, que casou-se em 166 com o cônsul Quinto Servílio Pudente.

## Influência
Lúcio Élio é um dos principais personagens da obra Memórias de Adriano, de Marguerite Yourcenar.